# Kita-ku (Kumamoto)
Kita-ku (北区?) è uno dei cinque quartieri amministrativi della città di Kumamoto, in Giappone.